# Biroul Federal de Investigații Criminale al Germaniei
Biroul Federal de Investigații Criminale al Germaniei (în germană:  Bundeskriminalamt (ajutor·info), abreviat  BKA (ajutor·info)) este o agenție federală de investigații polițienești din Germania, subordonată direct Ministerului Federal de Interne. El are sediul central la Wiesbaden, Hessa, și birouri principale la Berlin și Meckenheim, în apropiere de Bonn. Este condus din decembrie 2014 de Holger Münch.
Competența principală a agenției o constituie coordonarea cooperării între forțele de poliție statele și federalee; investigarea cazurilor de crimă organizată internațională, terorism și alte cazuri asociate cu securitatea națională; combaterea terorismului; protecția membrilor instituțiilor constituționale și a martorilor. Atunci când sunt solicitate de către respectivele autorități de stat sau de ministrul federal de interne, el își asumă, de asemenea, responsabilitatea investigării unor cazuri prioritare la nivel național. În plus, procurorul general al Germaniei poate să dirijeze BKA pentru investigarea unor cazuri de interes public.

## Istoric

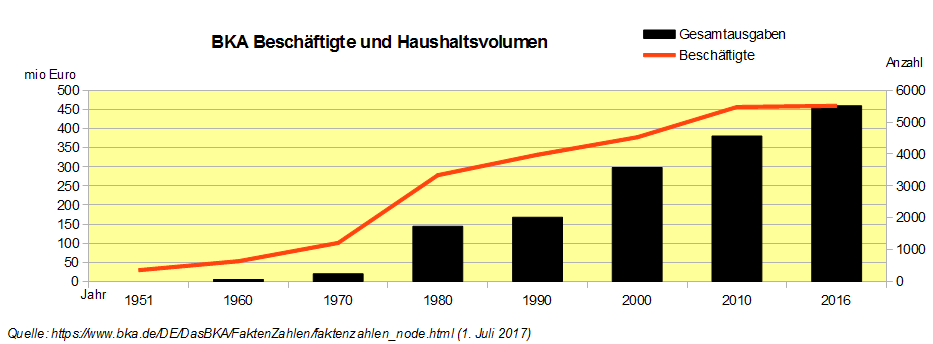
Biroul Federal al Poliției criminalistice (Germania): numărul de angajați (roșu) și bugetul în milioane de euro (negru)

Biroul Federal de Investigații Criminale al Germaniei a fost fondată în anul 1951.

## Misiuni
Misiunile BKA includ: 
- Coordonarea cooperării între forțele de poliție federale și statele (mai ales a autorităților de investigații criminale ale landurilor) cu autoritățile străine de poliție.
- Colectarea și analizarea de informații în materie penală, gestionarea bazei de date INPOL ce cuprinde toate crimele importante și pe toți criminalii importanți.
- Investigarea cazurilor de terorism sau de crimă organizată, precum traficul cu narcotice, arme și delicte economico-financiare.
- Protecția martorilor federali.
- Acționând ca o autoritate națională pentru identificarea și catalogarea imaginilor și informațiilor privind victimele exploatării sexuale a minorilor, similar cu Centrul Național pentru Copii Dispăruți și Exploatați din Statele Unite ale Americii.

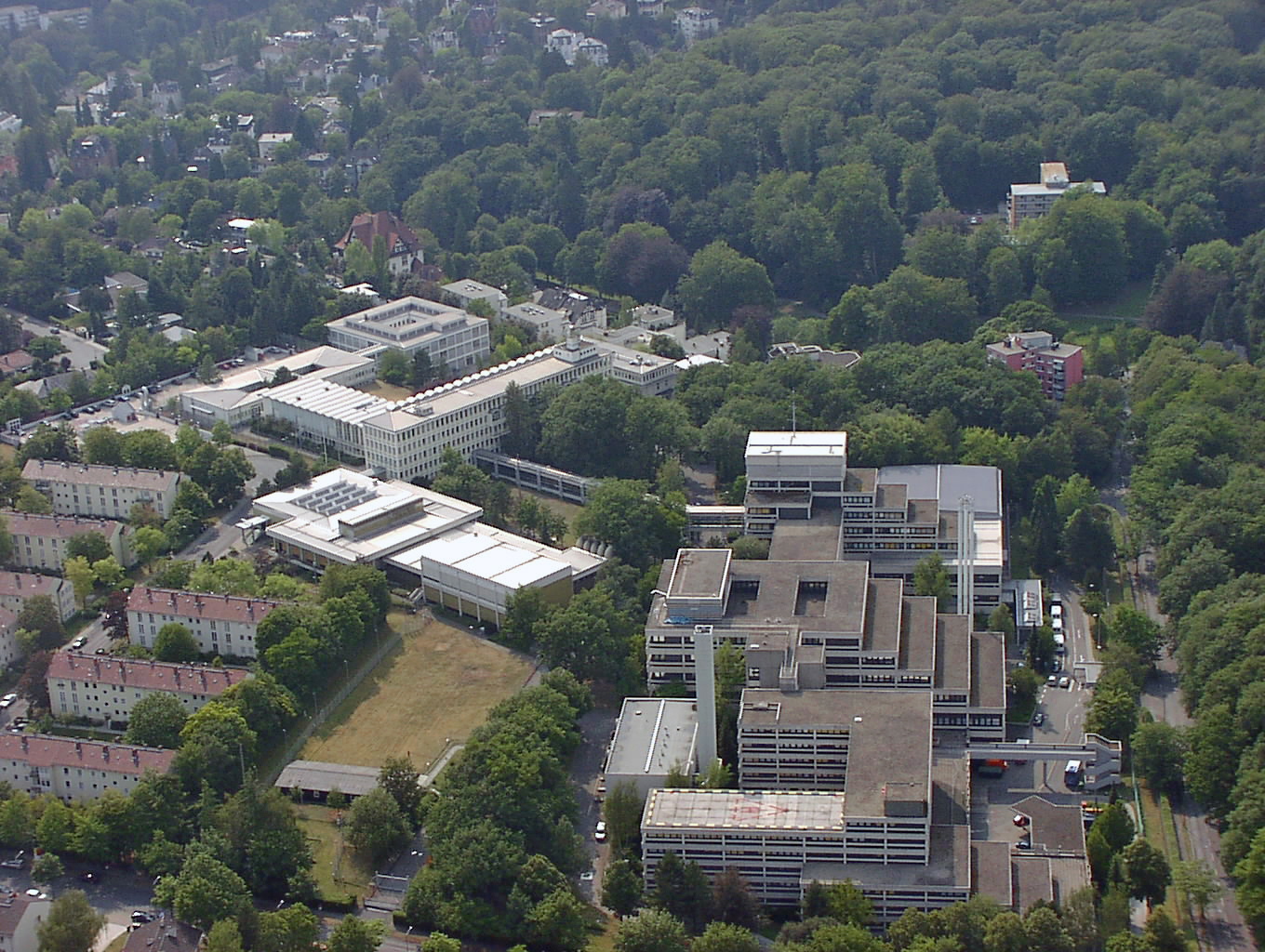
Sediul BKA din Wiesbaden

BKA oferă asistență organelor statele în investigațiile la adresa grupărilor de crimă organizată și chestiunile medico-legalei. El este biroul central național al Germaniei pentru Oficiul European de Poliție (Europol), Organizația Internațională de Poliție Criminală (Interpol), Sistemul Informatic Schengen, și pentru Sistemul Automatizat de Identificare a Amprentelor (AFIS) din Germania.
Aproximativ 5.200 de angajați BKA operează la nivel național și (de exemplu, ca ofițeri de legătură) în 60 de țări din întreaga lume.

## Directori
- Dr. Max Hagemann (1951-1952)
- Dr. Hanns Jess (1952-1955)
- Reinhard Dullien (1955-1964)
- Paul Dickopf (1965-1971)
- Horst Herold (1971 – martie 1981)

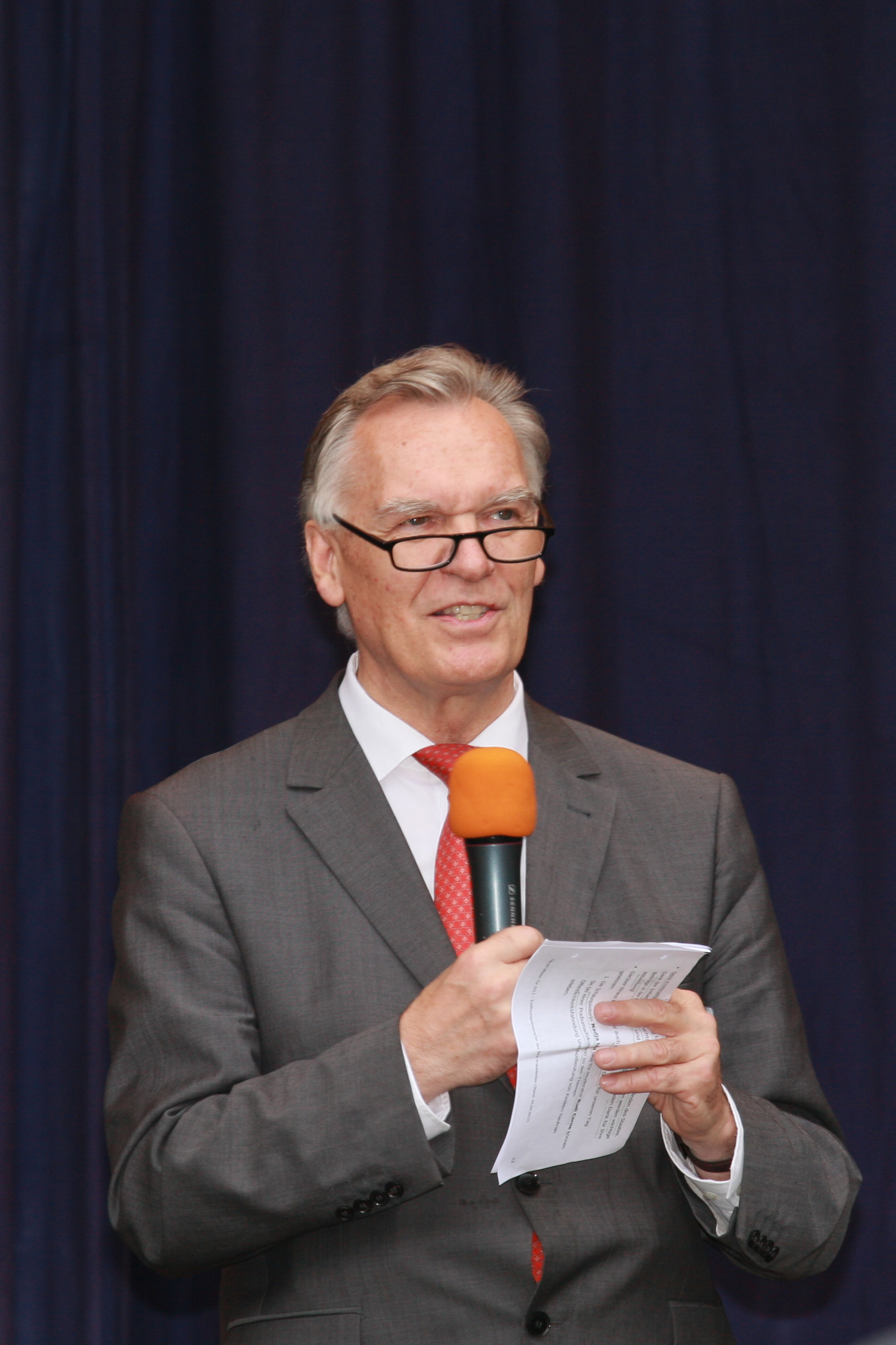
Jörg Ziercke (2013)

- Heinrich Boge (martie 1981 – 1990)
- Hans-Ludwig Zachert (1990 – aprilie 1996)
- Klaus Ulrich Kersten (aprilie 1996 – 26 februarie 2004)
- Jörg Ziercke (26 februarie 2004 - decembrie 2014)
- Holger Münch (începând cu 1 decembrie 2014)